# 普拉部·地伐

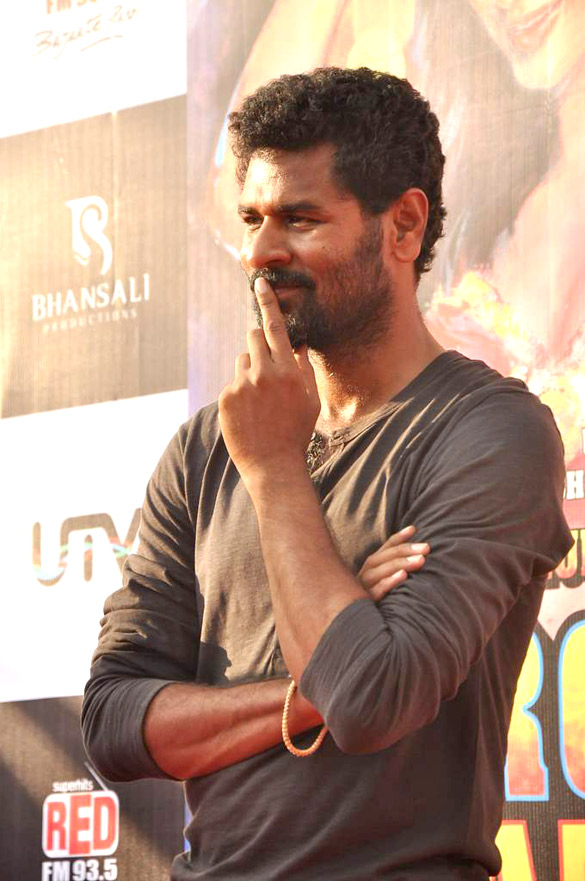
普拉部·地伐

普拉部·地伐（Prabhu Deva，1973年4月3日—）是一位印度舞蹈编导、电影导演、制片人和演员，他參與多部泰米尔语、印地语和泰卢固语电影的制作，也曾在卡纳达语和马拉雅拉姆语电影中亮相。  他曾两次获得印度國家電影獎最佳编舞奖。2019年，他被授予莲花士勋章。 